# Yvonne Romain
Yvonne Romain (* 17. Februar 1938 in London als Yvonne Warren) ist eine britische Schauspielerin und ein Fotomodell. Sie spielte in Filmen wie Der Fluch von Siniestro, Die Peitsche oder Sheila.

## Leben und Karriere
Yvonne Romain wurde 1938 als Yvonne Warren in London geboren. Das schwarzhaarige ehemalige Fotomodell verdankt ihr exotisches, dunkles Aussehen ihrer maltesischen Abstammung. Romain war eine Absolventin der Italia School of Acting und ab dem Alter von zwölf Jahren erschien sie bereits in Kinder- und Talent-Shows. Mit 18 Jahren gab sie ihr Leinwanddebüt als italienisches Mädchen in Jay Lewis Filmkomödie Das Baby auf dem Schlachtschiff, in den Hauptrollen spielten John Mills und Richard Attenborough. 	
In britischen Horrorfilmen wie Corridors of Blood oder Der rote Schatten spielte sie nur kleinere Nebenrollen. Der Durchbruch als Hauptdarstellerin gelang Romain erst 1961 mit Terence Fishers Filmdrama Der Fluch von Siniestro an der Seite von Oliver Reed. Noch im gleichen Jahr spielte sie neben Herbert Lom und Sean Connery in dem Kriminalfilm Die Peitsche von Regisseur John Lemont.
Anschließend sah man Yvonne Romain 1962 in Peter Graham Scotts Die Bande des Captain Clegg und 1964 in Jim O’Connollys Krimi Rauchschwaden als Partnerin von Peter Vaughan.
In John Gillings Abenteuerfilm Die Letzten von Fort Kandahar sah man sie erneut neben Oliver Reed.
Seit den 1960er Jahren häuften sich dann auch die Engagements in Fernsehserien, wie zum Beispiel in: Geheimauftrag für John Drake, Top Secret, Miss Adventure, Simon Templar, The Third Man, oder T.H.E. Cat – Artist und Detektiv.
Nachdem Romain 1966 nach Los Angeles gezogen war, reduzierte sie ihre Filmkarriere und legte nach der Komödie Zoff für zwei Norman Taurog im Jahre 1967, wo sie an der Seite von Elvis Presley zu sehen war, eine mehrjährige Pause ein.
In dem prominent besetzten Thriller Sheila von Regisseur Herbert Ross spielte sie 1973 dann ihre letzte Kinorolle neben internationalen Stars wie Richard Benjamin, Dyan Cannon, James Coburn, James Mason, Ian McShane, Joan Hackett und Raquel Welch.
Yvonne Romains Filmkarriere umfasst über 35 internationale Kino-, Fernsehfilme und Fernsehserien. Seit 1958 ist sie mit dem Filmkomponisten und Texter Leslie Bricusse verheiratet. Die beiden haben aus ihrer Ehe einen gemeinsamen Sohn.

## Filmografie (Auswahl)
- 1956: Das Baby auf dem Schlachtschiff (The Baby and the Battleship)
- 1956: In den Krallen der Gangster (House of Secrets)
- 1957: Der Mann, den keiner kannte (Interpol)
- 1957: Operation Tiger (Action of the Tiger)
- 1957: Ein König in New York (A King in New York)
- 1958: Froschmann Crabb (The Silent Enemy)
- 1960: Der rote Schatten (Circus of Horrors)
- 1961: Der Fluch von Siniestro (The Curse of the Werewolf)
- 1961: Die Peitsche (The Frightened City)
- 1962: Die Bande des Captain Clegg (Captain Clegg)
- 1964: Rauchschwaden (Smokescreen)
- 1965: Die Letzten von Fort Kandahar (The Brigand of Kandahar)
- 1967: Zoff für zwei (Double Trouble)
- 1973: Sheila (The Last of Sheila)